# استاتز هیل

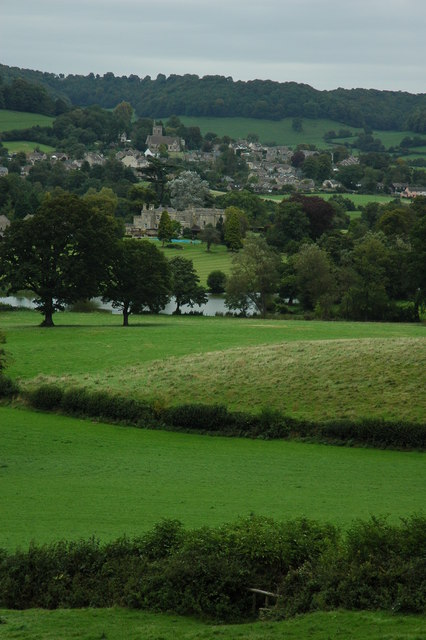
نمایی ار تپهٔ استاوتز هیل که در حال حاضر مرکز تعطیلات و در درهٔ نزدیک روستای یولی واقع شده‌است. در این نگاره از جنوب غربی، روستای یولی نیز در پس‌زمینه مشاهده می‌شود. - ۲۰۰۹

استاوتز هیل یک خانه روستایی با معماری نئوگوتیک مرتبط با قرن هجدهم است که در کوتسوولدز، خارج از روستای یولی، گلاسترشر واقع شده‌است. .
استاوتز هیل، زادگاه تاریخ‌دان گلاسترشایری ساموئل رادر و محقق برجستهٔ ایرانشناسی ادوارد براون است.